# Lorenz von Bibra

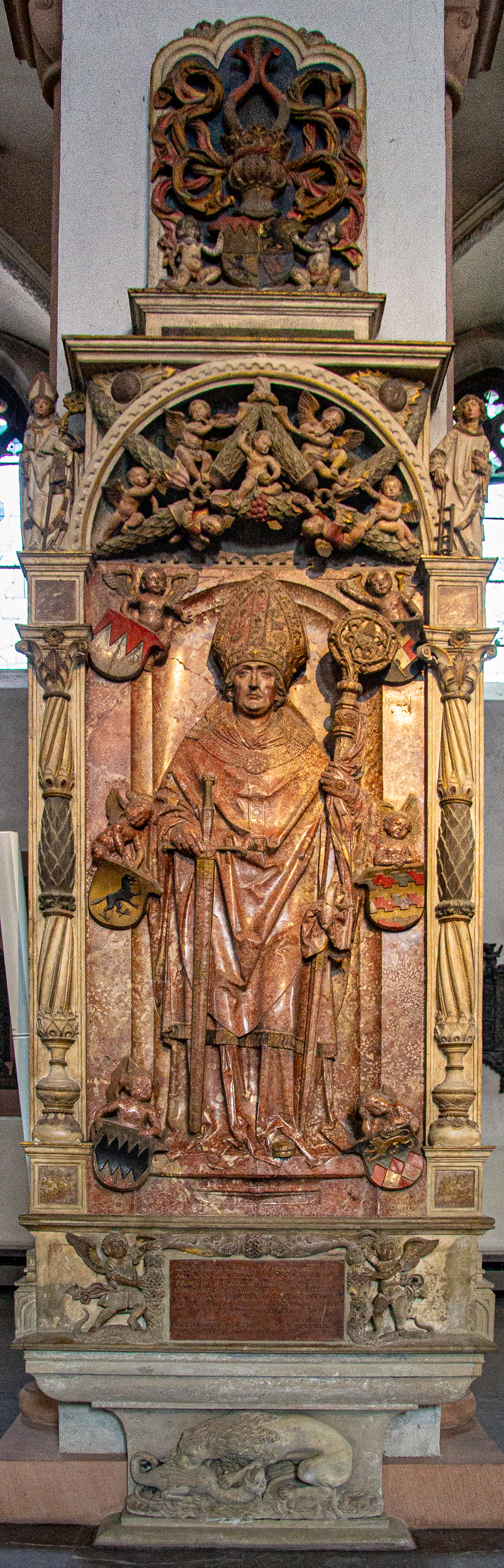
Tumba de Lorenz von Bibra por Tilman Riemenschneider

Lorenz von Bibra, duque da Francônia (1459, Mellrichstadt – 6 de fevereiro de 1519, Würzburg) foi Príncipe-Bispo do Bispado de Würzburg de 1495 a 1519. Sua vida foi semelhante à de Maximiliano I (1459–1519), que governou o Sacro Império Romano de 1493 a 1519 e a quem Lorenz serviu como conselheiro.
Nascido em 1459, frequentou a escola em Abadia De Vessra e universidade em Heidelberg, Erfurt, e Parisiense. Em 1487 escreveu uma carta de introdução para Papa Inocêncio VIII para o seu meio-irmão Guilherme, que estava a ser enviado para o Vaticano como emissário do Arcebispo Hermann IV de Colonia. Em 1490 Guilherme adoeceu e morreu ao regressar de Roma como emissário de Frederico III, Sacro Imperador Romano-Germânico. O túmulo de Wilhelm von Bibra ainda está para ser visto na Capela Pelligrini da Igreja De Santa Anastasia em Verona.
Lorenz era um governante popular e muito respeitado. Ele era frequentemente chamado para servir como árbitro para resolver disputas. Adepto do movimento humanista alemão do final do século XV e início do século XVI e homem da renascença, procurou trazer reformas para a Igreja Católica de dentro para fora.